# Blygrå honungsfågel
Blygrå honungsfågel (Ptiloprora plumbea) är en fågel i familjen honungsfåglar inom ordningen tättingar.

## Utbredning och systematik
Blygrå honungsfågel behandlas som monotypisk eller delas in i två underarter med följande utbredning:
- Ptiloprora plumbea granti – förekommer i Central Highlands på Nya Guinea
- Ptiloprora plumbea plumbea – förekommer i bergstrakter på sydöstra Nya Guinea och Herzogbergen

## Status
IUCN kategoriserar arten som livskraftig.